# Polia koreaegena
Polia koreaegena là một loài bướm đêm trong họ Noctuidae.